# 324 (железнодорожный разъезд)
324 — железнодорожный разъезд (населённый пункт)  в Палласовском районе Волгоградской области в составе Эльтонского сельского поселения.

## История
Ранее назывался разъезд Сайгачный.

## Население
| 2010 |
| ---- |
| 13   |

## География
Находится возле границы с Казахстаном.
Приказом Федеральной службы безопасности Российской Федерации от 2 марта 2006 года № 76 «О пределах пограничной зоны на территории Волгоградской области», железнодорожный разъезд 324 км находится на территории пограничной зоны, непосредственно прилегающей к государственной границе Российской Федерации с Республикой Казахстан.

## Инфраструктура
Действует железная дорога, разъезд Сайгачный